# Hérouville-Saint-Clair
Hérouville-Saint-Clair is een gemeente in het Franse departement Calvados (regio Normandië). De gemeente telde 22.473 inwoners op 1 januari 2022. De plaats maakt deel uit van het arrondissement Caen.

## Geschiedenis
Tot 1960 was Hérouville een landelijk dorp aan de rand van Caen.
In 1957 werd de naam veranderd in Hérouville-Saint-Clair. In 1961 werd beslist te verstedelijken met de bouw van zeven wijken (Belles Portes, Grand Parc, Haute Folie, Grande Delle, le Val, le Bois en Lébisey) en met een bedrijvenzone in het westen van de gemeente. In 1964 werd begonnen met de bouw en jaarlijks werden 1500 wooneenheden opgeleverd. In 1987 werd het stadscentrum gebouwd, La Citadelle Douce, met het stadhuis en het theater. In 2000 werd de gemeente aangesloten op de bandentram van Caen.

## Geografie
De oppervlakte van Hérouville-Saint-Clair bedroeg op 1 januari 2022 10,64 vierkante kilometer; de bevolkingsdichtheid was toen 2.112,1 inwoners per km². De gemeente ligt aan de Orne en de noordelijke ringweg rond Caen.
De onderstaande kaart toont de ligging van Hérouville-Saint-Clair met de belangrijkste infrastructuur en aangrenzende gemeenten.

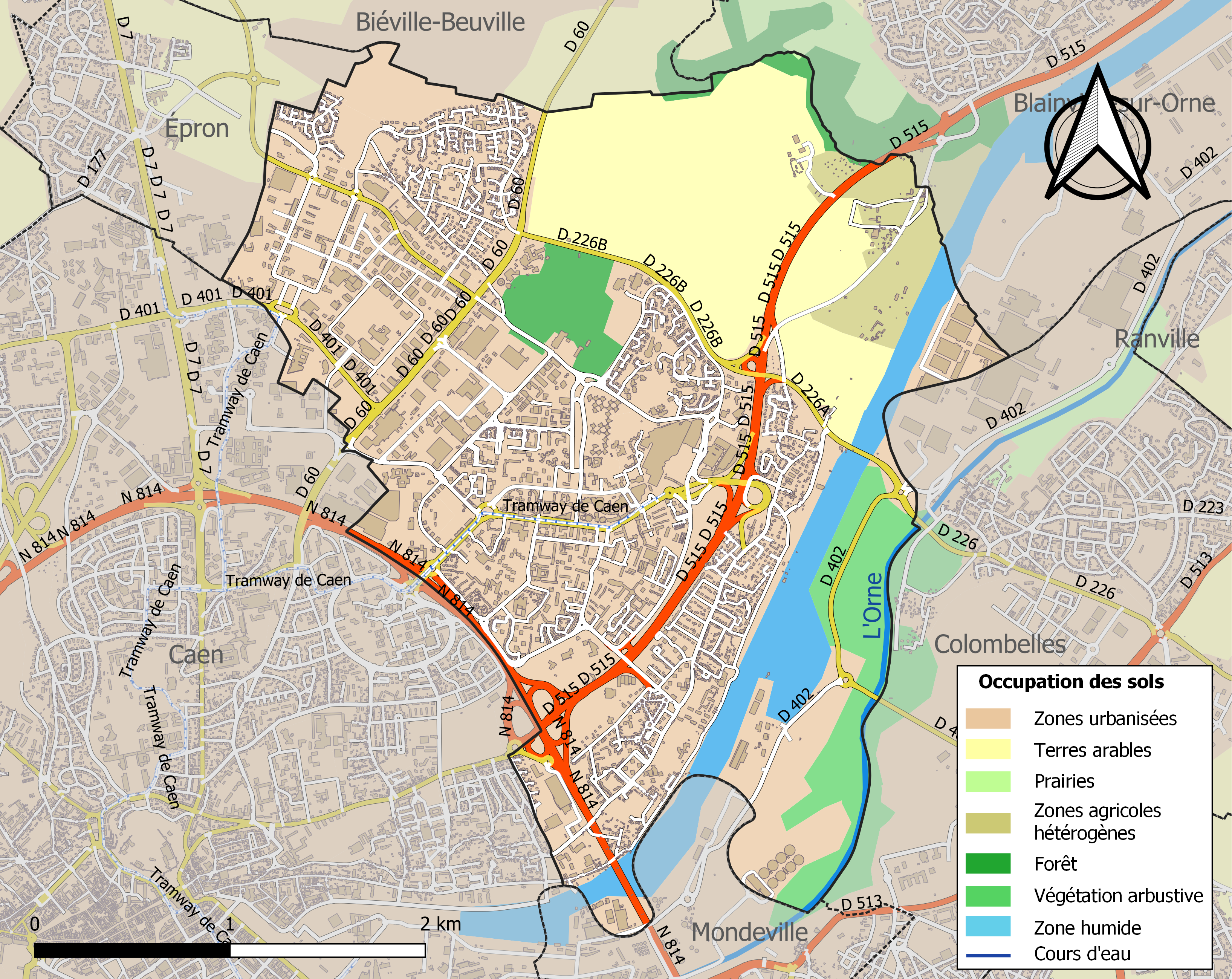

## Demografie
Onderstaande figuur toont het verloop van het inwonertal (bron: INSEE-tellingen).
Vanwege een beveiligingsprobleem met de MediaWiki Graph-software is het momenteel niet mogelijk deze grafiek weer te geven. Zodra de software is bijgewerkt zal de grafiek vanzelf weer zichtbaar worden.